# جو كلير
جو كلير (بالإنجليزية: Joe Clare)‏ (4 فبراير 1910 في المملكة المتحدة - 23 سبتمبر 1987) هو لاعب كرة قدم بريطاني (وحمل سابقاً جنسية المملكة المتحدة لبريطانيا العظمى وأيرلندا) في مركز الهجوم. لعب مع مانشستر سيتي ونادي أرسنال ونادي مارغيت ونورويتش سيتي وWigan Borough F.C. ‏ ولينكولن سيتي أف سي وأكرينجتون ستانلي ‏.